# Brooklyn Brewery
 (décembre 2012).
Si vous disposez d'ouvrages ou d'articles de référence ou si vous connaissez des sites web de qualité traitant du thème abordé ici, merci de compléter l'article en donnant les références utiles à sa vérifiabilité et en les liant à la section « Notes et références ».
La Brooklyn Brewery est située à Brooklyn, dans le quartier de Williamsburg (New York, États-Unis).

## Histoire
La Brooklyn Brewery fut fondée par Steve Hindly et Tom Potter à la fin des années 1980. Leur première bière fut conçue avec le brasseur William Moeller, selon la recette de son grand-père, ancien brasseur à Brooklyn. Ils persuadèrent le célèbre graphiste Milton Glaser de dessiner leur propre emblème. En 1988, les premières bouteilles furent distribuées à Manhattan, qui perdit la même année la dernière brasserie new-yorkaise installée dans le West Side. La Brooklyn Brewery se fit donc connaître comme la seule bière locale, ce qui lui garantit son succès parmi les buveurs de la Big Apple. Plus important encore, elle apparut dans l’imaginaire des consommateurs comme précurseur du mouvement "Craft", au moment même où les brasseries indépendantes naissaient partout. En 1996, ils achètent une ancienne fabrique de pain azyme située dans le quartier de Williamsburg, qu’ils transformèrent en brasserie que l'on peut visiter aujourd'hui.

## Bières
La Brooklyn Brewery propose des bières brassées toute l'année, à l'image de la bière la plus célèbre de l'enseigne, la Brooklyn Lager, ainsi que des bières de saison. La brasserie propose aussi tous les quatre mois une bière du moment. Cette sélection est appelée la Brewmaster's Reserve. On y trouve par exemple la There Will Be Black, The Companion ou encore The Concoction. Ces bières constituent une sélection « historique », puisqu'elle ne sont brassées qu'un temps avant de disparaître.